# Danuta Hiż
Danuta Maria Hiż z domu Wicentowicz (ur. 23 marca 1919, zm. 29 grudnia 2015) – polska filozofka i matematyczka, przez większą część życia aktywna w Stanach Zjednoczonych, porucznik Armii Krajowej, uczestniczka powstania warszawskiego. Żona filozofa Henryka Hiża.

## Życiorys
Była córką Edmunda (1889–1977) i Marii (1890–1980) Wicentowiczów.
W latach 30. była aktorką Teatru Szkolnego Instytutu Reduty, gdzie poznała swojego przyszłego męża Henryka Hiża. Rozpoczęła studia filozoficzne na Uniwersytecie Warszawskim, gdzie uczęszczała m.in. na wykłady Tadeusza Kotarbińskiego.
Po wybuchu II wojny światowej działała w polskim ruchu oporu. Wstąpiła w szeregi Armii Krajowej. W 1943 roku poślubiła Hiża. W 1944 roku wzięła udział w powstaniu warszawskim w stopniu porucznika. Po upadku powstania trafiła dla obozu dla kobiet-oficerów AK.
Zapisała się na studia filozoficzne na Université Libre w Brukseli, gdzie kształciła się wraz z mężem m.in. pod kierunkiem Chaïma Perelmana. W 1946 roku uzyskała tam magisterium (licence en philosophie). W tym samym roku wyjechała wraz z mężem do Stanów Zjednoczonych, równocześnie z powojenną falą wschodnioeuropejskich emigrantów i uchodźców.
Powróciła do Polski, gdzie w latach 1949–1950 Henryk Hiż wykładał na Uniwersytecie Warszawskim i Uniwersytecie Łódzkim. W 1950 roku wyjechali z powrotem do USA. Mieszkali w Nowym Jorku, Salt Lake City i przez kilkadziesiąt lat w Filadelfii. Prowadzili dom „zawsze gościnny dla przybyszów z Polski”.
Danuta Hiż była recenzentką szeregu prac swojego męża, a także innych akademików z jego kręgu. Opublikowała kilka artykułów. Filozof Charles H. Kahn zadedykował małżeństwu Hiżów swoją książkę The Verb „be” in Ancient Greek.
Jej listy do redakcji były publikowane na łamach The New York Times.
Zmarła  29 grudnia 2015. Została pochowana na cmentarzu Rakowickim w Krakowie, w grobowcu rodzinnym (kwatera LX, rząd płd., miejsce 23).

## Publikacje
- A program for applying the principle of parsimony in multiple regression (współautorzy: James B. Bartoo, Donald T. Laird)
- Transformational Decomposition: A Simple Description of an Algorithm for Transformational Analysis of English Sentences (artkyuł pokonferencyjny, Second Conference Internationale Sur Le Traitement Automatique Des Langues, COLING 1967, Grenoble, France, August 1967; współautor Aravind Joshi)

## Upamiętnienie
W 2010 roku Polskie Towarzystwo Semiotyczne ustanowiło Nagrodę im. Henryka i Danuty Hiżów jako „indywidualną nagrodę pieniężną przyznawaną w drodze konkursu za najlepszą pracę poświęconą filozofii języka i teorii znaku”. Fundusz Nagrody stanowią środki finansowe ofiarowane przez Hiżów jednemu z zaprzyjaźnionych polskich małżeństw, które następnie przekazało te środki Polskiemu Towarzystwu Semiotycznemu.